# Макорд (Оклахома)
Макорд (енгл. McCord) насељено је место без административног статуса у америчкој савезној држави Оклахома.

## Демографија
По попису из 2010. године број становника је 1.440, што је 271 (-15,8%) становника мање него 2000. године.
| Група             | 2000.         | 2010.         |
| Белци             | 1.485 (86,8%) | 1.208 (83,9%) |
| Афроамериканци    | 13 (0,8%)     | 3 (0,2%)      |
| Азијати           | 7 (0,4%)      | 8 (0,6%)      |
| Хиспаноамериканци | 42 (2,5%)     | 53 (3,7%)     |
| Укупно            | 1.711         | 1.440         |